# Anthonie Palamedesz.

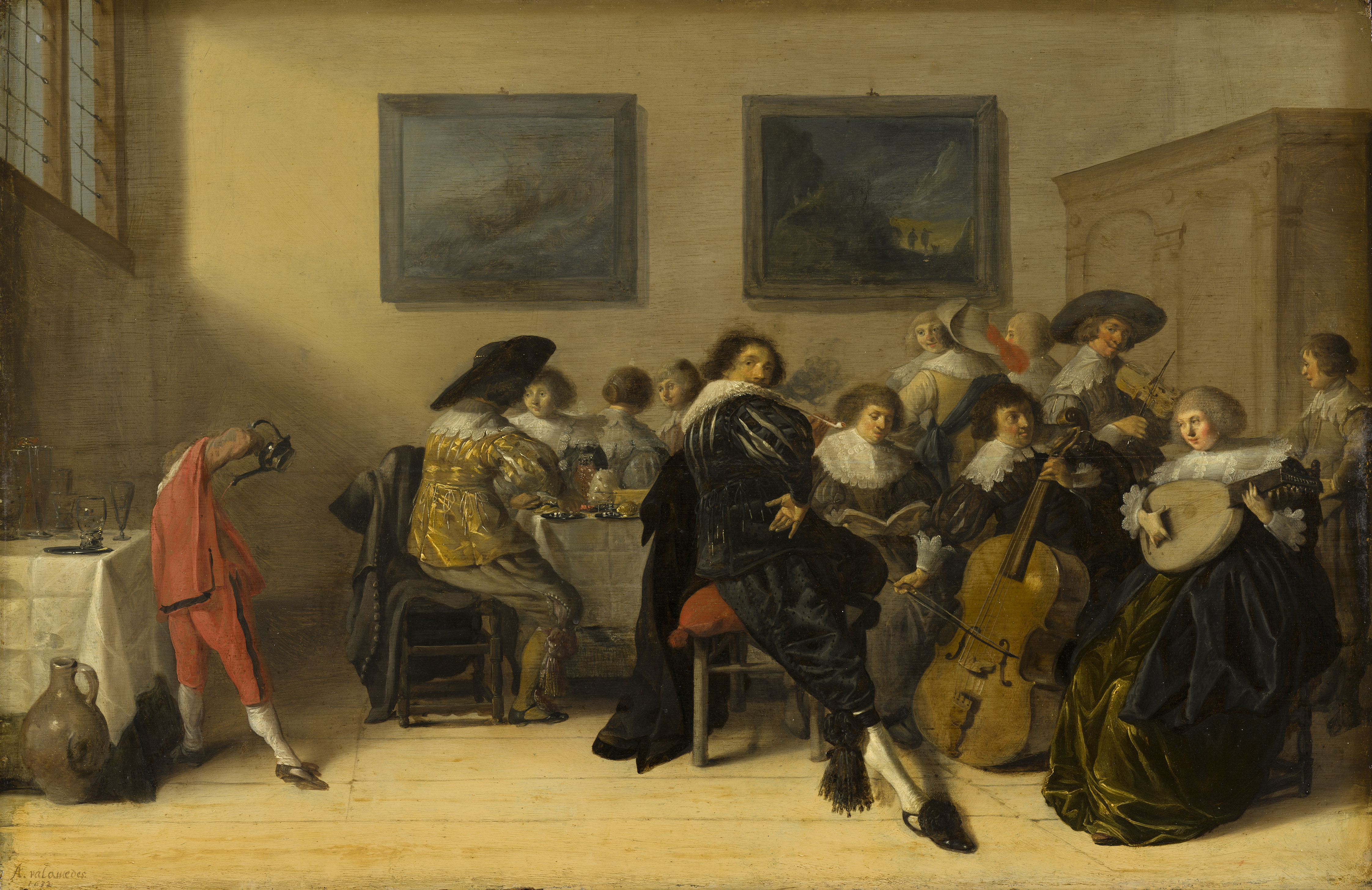
Alegre compañía de músicos, bebedores y fumadores en un interior, 1632, óleo sobre tabla, 47,4 x 72,6 cm, La Haya, Mauritshuis.

Anthonie Palamedesz., también Antonie Palamedesz, nombre de nacimiento Antonius Stevens (Leith, Escocia, 1602-Ámsterdam, 1673) fue un pintor del Siglo de Oro neerlandés. Es especialmente conocido por sus cuadros de alegre compañía, que representan figuras elegantes que juegan, tocan instrumentos musicales y conversan, así como por las escenas de la sala de guardia, que muestran a soldados en salas de guardia realizando actividades recreativas. Al igual que muchos pintores holandeses de su época, pintó retratos y naturalezas muertas, incluyendo bodegones y vanitas. Además, pintó las figuras de algunos interiores de iglesias. Desempeñó un papel importante en el desarrollo de la pintura de género en Delft a mediados del siglo XVII.

## Biografía

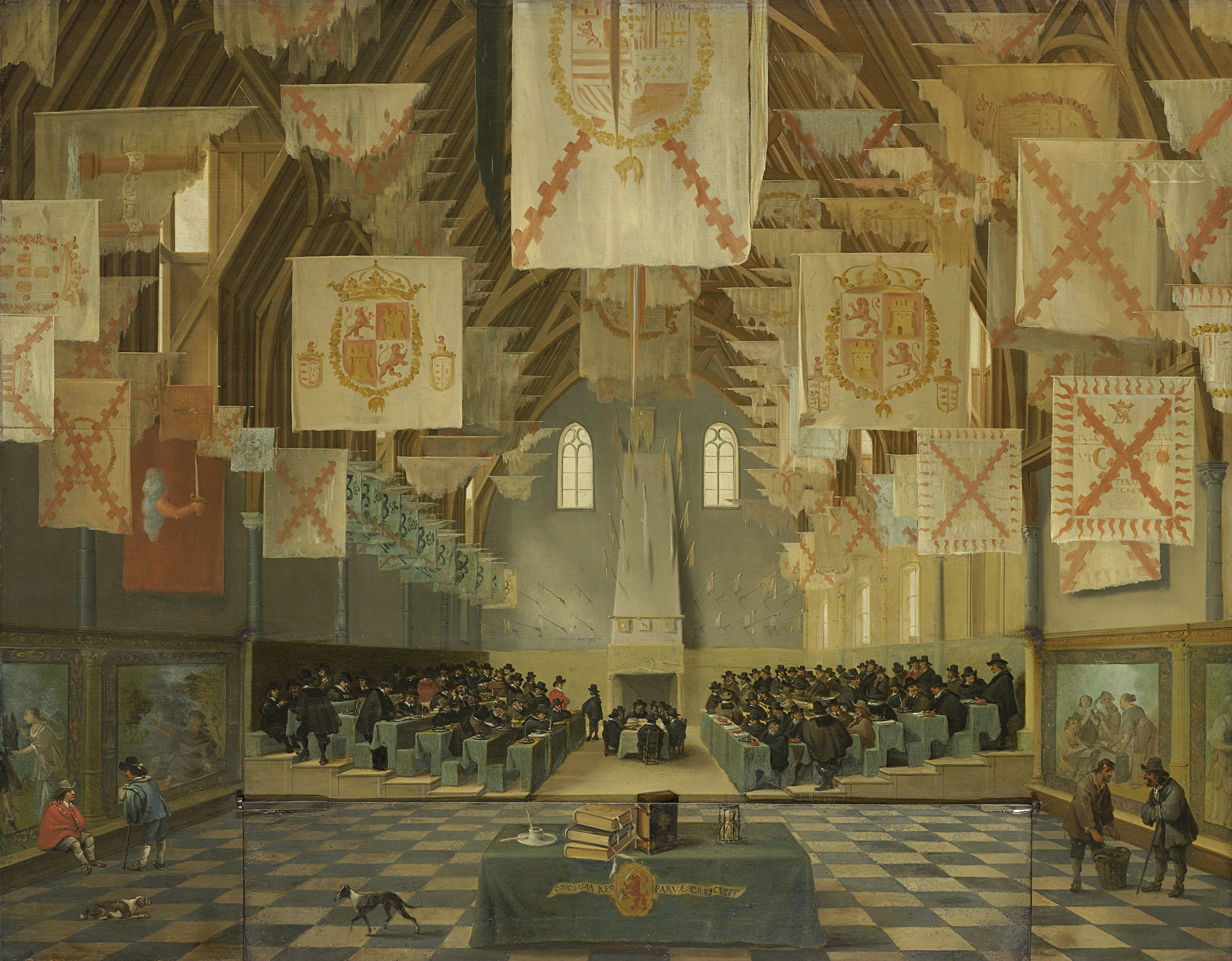
Bartholomeus van Bassen y Anthonie Palamedesz., El Gran Salón del Binnenhof, La Haya, durante la Gran Asamblea de los Estados Generales en 1651, óleo sobre tabla y metal, 52 x 66 cm, Ámsterdam, Rijksmuseum. El gran salón era también el lugar donde los pintores holandeses exponían sus obras.

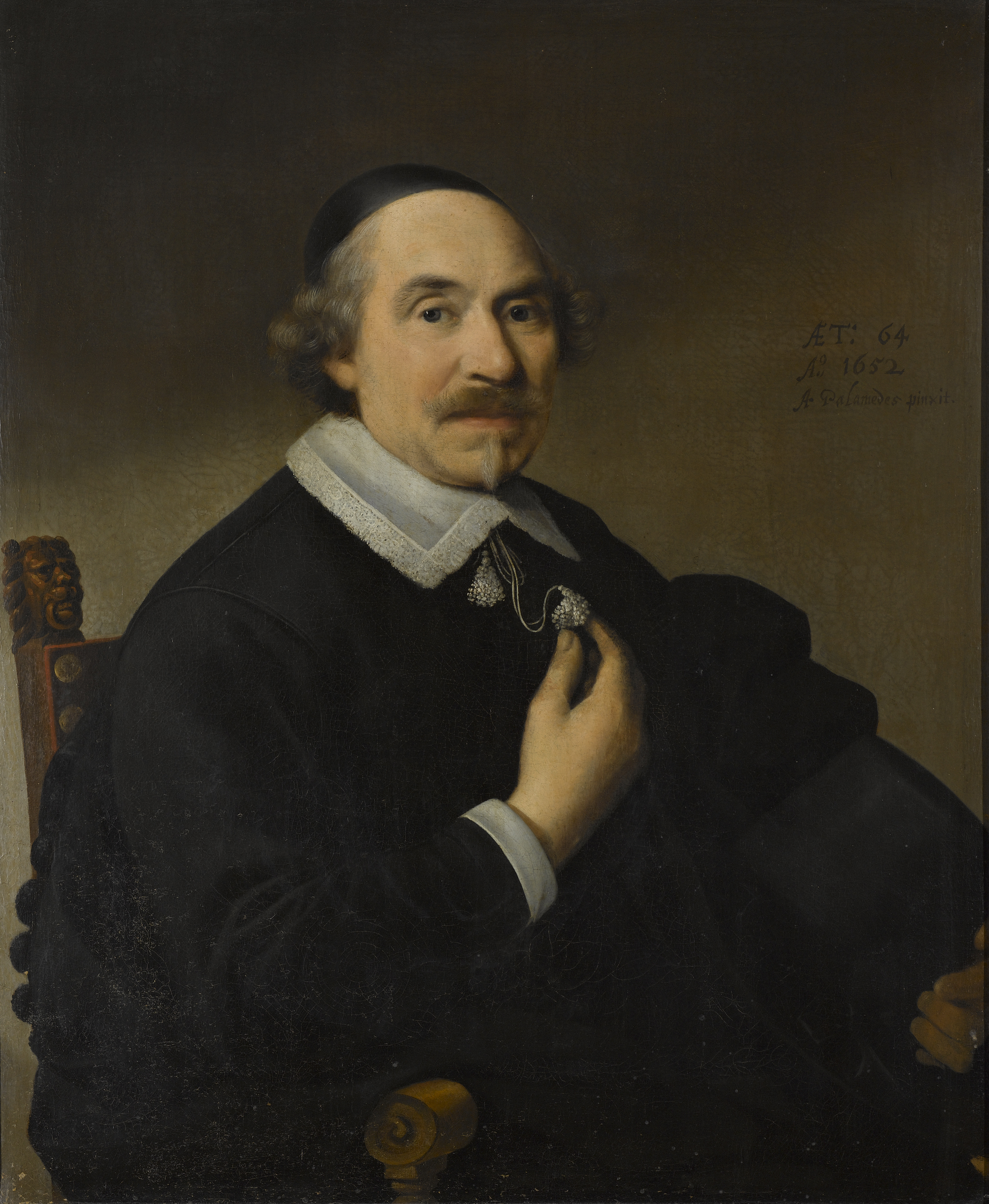
Retrato de un hombre que probablemente sea Pieter Anthonisz van Bronckhorst, 1652, óleo sobre lienzo, 82 x 67 cm, Ámsterdam, Rijksmuseum.

Hijo de Palamedes Willemsz. Stevens y Marie Arsene (en neerlandés, llamada Maeijken van Naerssen), nació en Leith y fue bautizado el 9 de noviembre de 1602 en South Leith. Su padre fue un tallador de gemas, probablemente flamenco, que durante un tiempo trabajó al servicio del rey Jacobo VI de Escocia y es posible que lo acompañase a Londres cuando fue coronado también como rey de Inglaterra.
Su padre se había casado con Maeijken van Naerssen en Leith el 6 de junio de 1601. La pareja tuvo tres hijos que nacieron en Leith: Guilliaem (1601-1688), que trabajaría como sastre, Anthonie y Palamedes I (1605-1638), pintor de batallas. Después de que naciera el hermano menor de Anthonie, Palamedes, la familia dejó Escocia y se estableció en Delft en las Provincias Unidas de los Países Bajos. Anthonie tuvo como maestro a Michiel van Mierevelt, según la opinión general, aunque también se apuntan como posibles maestros a Hendrik Pot, pintor de Ámsterdam documentado en Delft en 1620, y a Hans Jordaens I. Desde el 6 de diciembre de 1621 se le encuentra registrado como maestro en la guilda de San Lucas de Delft, de la que fue elegido presidente en 1635, 1658, 1663 y 1672.
En 1630 contrajo matrimonio con Anna Joosten van Hoorendijk, con quien tuvo seis hijos. Del mayor de ellos, Palamedes Palamedesz. II (1632-1708), se creyó tradicionalmente que también había sido pintor, lo que actualmente parece posible descartar. Tras la muerte de su primera esposa, se casó de nuevo el 29 de diciembre de 1658 con Agata Woodward (en holandés llamada Aechgen Woedewart), nacida en Delft, hija de un negociante inglés con tratos con impresores holandeses. La adquisición de una casa en Delft en 1638 por una considerable cantidad de dinero indica que el matrimonio vivía desahogadamente, situación que parece haber cambiado drásticamente en 1668, cuando se benefició de un subsidio extraordinario otorgado por la municipalidad de Delft. En 1673 residía en Ámsterdam, donde falleció el 27 de noviembre y fue enterrado en la Oude Kerk el 1 de diciembre.
Como otros maestros de Delft, Palamedesz. expuso en el gran salón del Binnenhof de La Haya y su nombre es, con el de Leonaert Bramer, el que más se repite de entre los pintores de Delft en los inventarios de colecciones de pintura de La Haya.

## Obra
Especializado en retratos, tanto individuales como de grupo, y en pintura de género, principalmente en la forma de reuniones galantes en pequeños cuadros de gabinete, Palamedesz. podría también haber agregado las figuras a algunas de las obras de Dirck van Delen —aunque se trata de una colaboración cuestionada—, Anthonie de Lorme y Bartholomeus van Bassen. A la colaboración con este se puede posiblemente atribuir la vista del interior del Gran Salón del Binnenhof en La Haya (c. 1651, Ámsterdam, Rijksmuseum), con las banderas y estandartes tomados a los tercios españoles por Mauricio de Nassau en las batallas de Turnhout (1597) y Nieuwpoort (1600), con la singularidad de tener unida a la pintura —hecha sobre tabla— una lámina de metal que, cuando está abierta, permite ver la reunión de la Gran asamblea de los Estados generales en 1651, y cerrada muestra una parte de la sala protegida por una pared cubierta de pinturas.

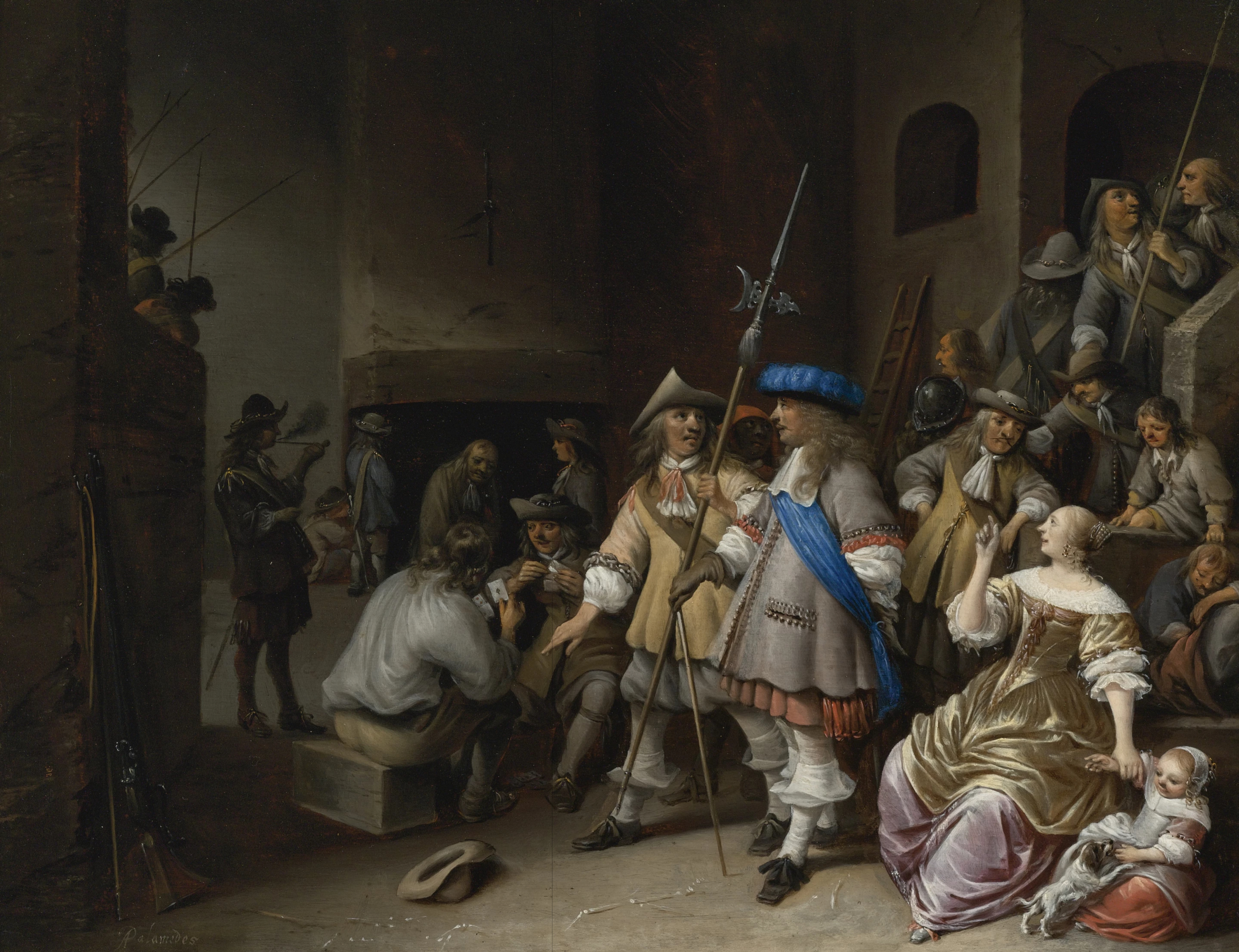
Sala de guardia con soldados, jugadores de cartas y una mujer con un niño, óleo sobre tabla, 41,6 x 52,7 cm, colección privada

Palamedesz. también pintó varias escenas de guardias. Una escena de sala de guardia suele representar un interior con oficiales y soldados que se divierten. Las escenas de la sala de guardia suelen incluir a mercenarios y prostitutas repartiéndose el botín, acosando a los cautivos o participando en otras actividades reprobables. En sus escenas de guardias, que pintó hasta bien entrada la década de 1660, Palamedesz. suele representar un gran salón de una ruina o de un castillo, que está abierto por la parte trasera y suele tener una gran chimenea. El centro de la escena lo ocupa casi siempre un oficial, regordete y con un sombrero alto y un pequeño bigote. Sus escenas de guardias son únicas, ya que incluye a las mujeres en su papel de madres y no en su papel más convencional de cortesanas. Las escenas de guardias de Palamedesz. representan, pues, el exterior masculino que ha sido pacificado y domado por la maternidad doméstica femenina. En otras palabras, las escenas de sala de guardia, aparentemente viriles, son en realidad una encarnación de la masculinidad pacificada, que refleja un proceso más amplio en la sociedad holandesa del siglo XVII de creciente feminidad y civismo.